# Builth Wells
Builth Wells (Llanfair-ym-Muallt en gallois) est une ville galloise située sur les bords du Wye (Gwy), dans l'ancien comté de Brecknockshire (Sir Frycheiniog) et à la limite de l'ancien comté de Radnorshire (Sir Faesyfed), tous deux englobés aujourd'hui dans le comté de Powys. Sur l'autre berge du Wye se trouve le village de Llanelwedd, qui héberge chaque année l'exposition agricole la plus importante du pays. L'Eisteddfod nationale y a été accueillie en 1993.
C'est aux environs du village voisin de Cilmeri que fut tué  en 1282 Llywelyn ap Gruffudd, le dernier Gallois à se faire appeler « prince de Galles » avant que le titre ne soit repris par les conquérants anglais.